# Asteronectrioidea
Asteronectrioidea är ett släkte av svampar. Asteronectrioidea ingår i divisionen sporsäcksvampar och riket svampar.